# San Pedro y San Pablo
La fiesta de San Pedro y San Pablo, cuyo nombre oficial es solemnidad conjunta de San Pedro y San Pablo, es la conmemoración del martirio en Roma de los apóstoles Simón Pedro y Pablo de Tarso, celebrada el 29 de junio. Es una de las mayores celebraciones religiosas para los cristianos católicos y ortodoxos.
La fecha, según la tradición, bien es el aniversario de sus muertes o del traslado de sus reliquias. En el Santoral católico, es celebrado como solemnidad. En las últimas décadas, esta fiesta ha sido de importancia para el moderno ecumenismo como una ocasión en la que el Papa de Roma y el Patriarca de Constantinopla han oficiado servicios diseñados para que sus iglesias estén más cerca de la intercomunión, como participación en lo común. Este es especialmente el caso durante el pontificado de Juan Pablo II, tal como se refleja en su encíclica, Ut Unum Sint (25 de mayo de 1995).